# 维尔东附近阿勒海利根
维尔东附近阿勒海利根（德語：Allerheiligen bei Wildon）是奥地利施泰尔马克州莱布尼茨县的一个市镇。总面积20.3平方公里，总人口1360人，人口密度67.0人/平方公里（2005年）。